# Валеев, Агзам Зиганшевич
Агзам Зиганшевич Вале́ев (тат. Әгъзам Җиһанша улы Вәлиев, Əğzam Cihanşa uğlı Wəliev; 10 апреля 1919, село Каргали, Татарстан — 1986) — командир эскадрильи 179-го истребительного авиаполка (331-я истребительная авиационная дивизия, 5-й штурмовой авиационный корпус, 5-я воздушная армия, 2-й Украинский фронт), майор, Герой Советского Союза.

## Биография
Родом из села Каргали, ныне Чистопольского района Республики Татарстан. Окончив начальную школу и школу ФЗУ, работал слесарем на заводе в Ташкенте. Одновременно учился в аэроклубе.
В Красной Армии с 1938 года. Окончил Оренбургское военное авиационное училище лётчиков в 1940 году. Участник Великой Отечественной войны с июня 1941 года. Валеев к концу войны совершил 501 боевой вылет, участвовал в 25 воздушных боях, лично сбил 4 самолёта противника и 3 в группе. Член ВКП(б)/КПСС с 1944 года.
В 1945 году окончил высшую офицерскую лётно-тактическую школу, в 1952 году — Военно-воздушную академию. Служил в ВВС.
С 1971 года полковник А. З. Валеев — в отставке. Некоторое время жил в Архангельске, затем в Чистополе. Умер в 1986 году. Похоронен на татарском кладбище в Чистополе.

## Награды
- Звание Героя Советского Союза А. З. Валееву присвоено 15 мая 1946 года (№ 8988)[4].
- Награждён орденом Ленина, тремя орденами Красного Знамени, орденами Александра Невского, Отечественной войны 1-й степени, двумя орденами Красной Звезды, медалями.

## Память
- Именем Героя названа улица в городе Чистополь.